# Avions de chasse de sixième génération

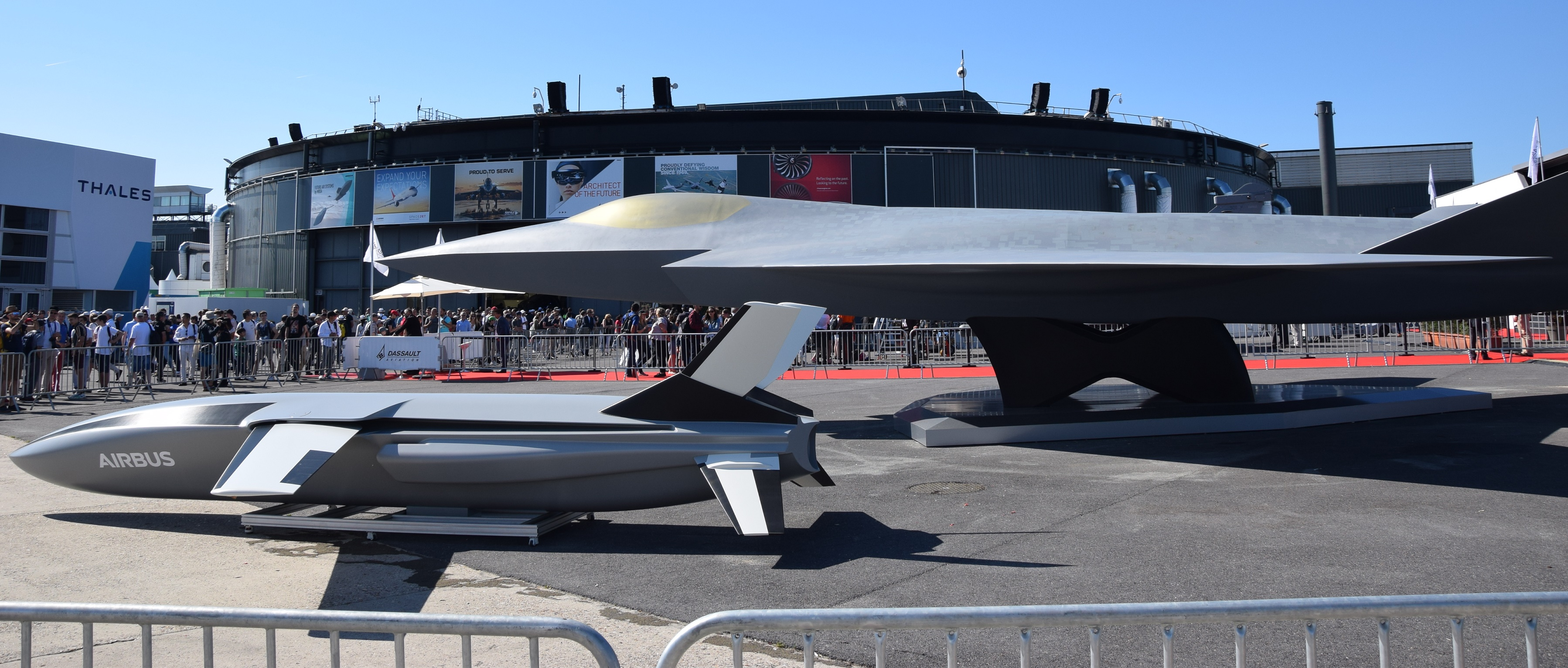
Maquette du projet SCAF au Salon du Bourget de 2019

Les avions de chasse à réaction dits de « sixième génération » forment une classe d'avions de combat en cours de développement dans différents pays du monde pour succéder dans les années à venir aux appareils dits de « cinquième génération ». Les dirigeants de l'United States Air Force et de l'United States Navy prévoient la mise en place de ce type d'avion entre 2025 et 2030. Plusieurs pays ont annoncé disposer de tels programmes de développement : les États-Unis, la Chine, le Royaume-Uni, l'Inde, la Russie, l'Italie, la Turquie, la Suède, le Japon, l'Allemagne, l'Espagne, Taïwan et la France. Ces appareils comporteront notamment une composante drone / dépourvue de pilote, un système de liaison de données par cloud et une gestion dédiée des informations par une intelligence artificielle.
L'US Air Force (USAF) et l'US Navy (USN) poursuivent actuellement le développement du programme F-X visant à remplacer d'une part le F-15 Eagle mais aussi à compléter les supports existants, notamment le F-22 Raptor. La Navy développe un programme similaire nommé F/A-XX / Next Generation Air Dominance (à l'horizon 2030-35), pour occuper le rôle rempli actuellement par le F/A-18E/F Super Hornet et épauler le récent F-35. Le tout fut annoncé dès 2012 aux États-Unis. Cependant, le cadre de conception de ces futurs chasseurs a changé à la suite des revers du F-35 Lighting II et aux nouveaux principes d'emploi. 
Les premiers vols d'essai américains auraient eu lieu en septembre 2020, l'US Air Force annonce avoir fait voler le démonstrateur d'un nouvel avion de combat développé dans le plus grand secret dans le cadre du programme Next Generation Air Dominance (NGAD) et ouvrirait ainsi l'ère des appareils de combat hypersoniques et furtifs. En mars 2025, Boeing se voit confier le développement de cet appareil, appelé F-47.
Aucun pays ne possède encore officiellement un appareil de ce type. En revanche, il semblerait que le futur bombardier américain B-21 Raider en ait presque (hors motorisation) toutes les caractéristiques. En novembre 2013, la division Skunk Works de Lockheed Martin levait une partie du voile sur son projet visant à mettre au point le SR-72.

## Conception et traits principaux
Au stade actuel de développement de ces appareils, il est difficile de disposer d'informations solides et établies, du fait du secret entourant naturellement la conception des engins militaires. Plusieurs caractéristiques communes semblent émerger des cahiers des charges rendus publics :
- Une conception modulaire des appareils, permettant d'échanger des éléments et composants de vol, de systèmes, et d'avionique en quelques heures pour optimiser plus avant les différentes configurations liées aux différentes missions confiées aux appareils.
- Des appareils exclusivement monoplaces, pour lesquels l'entrainement se fera exclusivement par simulateur de vol.
- Des appareils pilotables à distance, comme des drones, dans le cas de missions réalisées sans pilote.
- La possibilité pour l'appareil de contrôler une flotte de drones servant au combat ou à la reconnaissance.
- Une liaison de données interconnectée sur le champ de bataille, l'appareil servant de point nodal de relais des informations entre les plateformes de combats : aéronefs, véhicules au sol, navires, satellites, pour générer des listes de cibles et de points d'intérêts ainsi que des paramètres de mission.
- Une portée effective augmentée pour les armes grâce à l'utilisation de drones de reconnaissance dans l'espace aérien ennemi désignant des cibles bien avant la présence de l'appareil sur le champ de bataille et bien avant sa pénétration dans une zone de danger.
- Des générateurs électriques plus puissants pour équiper, potentiellement, des armes à énergie dirigée pour des missions d'élimination des vecteurs adverse (CIWS)
- Des cockpits à visée tête haute numérique, reliés à des casques intelligents à réalité virtuelle et à vue périphérique et affichage de données.

## Développements
Le 26 août 2013, la Russie révèle qu'elle procède au développement d'un chasseur à réaction de sixième génération avec des avions très probablement sans pilote. Cependant, ils continueraient de développer leurs projets d'avion de cinquième génération comme le Soukhoï Su-57.
La France comme d'autres pays a abandonné le développement d'un chasseur de cinquième génération et déplace ses ressources directement vers le développement d'un chasseur de sixième génération, formant avec l'Allemagne et l'Espagne un programme de développement commun, le Chasseur de nouvelle génération (ou New Generation Fighter, NGF) au sein du programme de système de combat aérien du futur (SCAF / FCAS).
Il est également possible que le Japon abandonne la création autochtone de 5e génération et se joigne à un des nouveaux programmes.

## Pays ayant un programme d'avions de chasse de sixième génération

### Asie

#### Chine
L'Armée chinoise a annoncé le développement d'un appareil de combat de sixième génération. En 2019 la Chine annonce d'importants progrès et avancées. En janvier 2025, elle dévoile les premières images en vol d'un appareil appelé provisoirement J-36[réf. nécessaire]. Elle prévoit sa mise en service pour 2025-2030,.

#### Inde
L'Armée de l'Air Indienne a formellement annoncé ses intentions de faire développer un avion de combat de sixième génération au cours de la Journée de l'Armée de l'Air, le 8 octobre 2020. Le chef de la force aérienne indienne annonce que l'appareil disposera d'armement à énergie dirigée, d'une IA, de la possibilité de vol sans pilote, d'une flotte de drones et d'armes hypersoniques, entre autres équipements,,.

#### Taïwan
Face à la menace que constitue la Chine continentale, la République de Chine / Taïwan a annoncé le développement d'un avion de sixième génération, 30 ans après le premier vol du F-CK-1, le AIDC T-5 Brave Eagle, appareil d'entrainement, constitue la première étape de développement de l'appareil.

#### Japon
En 2010, le ministre de la défense japonais expose le plan de mise au point d'un appareil de sixième génération, le « i3 », pour informed, intelligent, instantaneous (informé, intelligent, instantané),. Le 22 mars 2016, le Japon annonce le premier vol du Mitsubishi X-2 Shinshin, qui servira de banc d'essai pour le futur appareil.

### Europe

#### France, Allemagne, Espagne et Belgique
En juillet 2017, la France et l'Allemagne annoncent la mise au point d'un consortium dont le but est le développement conjoint d'un nouvel avion de combat européen pour remplacer l'Eurofighter Typhoon, le Panavia Tornado, et le Rafale de Dassault. L'Espagne rejoint ce projet en décembre 2018.
L'Armée de l'Air allemande, en partenariat avec Airbus Defense and Space, développe par ailleurs de son côté un appareil de sixième génération au sein d'un programme séparé, destiné à voir le jour en 2030-2040.

#### Russie
En août 2013, la Russie révèle qu'elle procédera également au développement d'un appareil de sixième génération. L'appareil est annoncé comme dépourvu de pilote et exclusivement commandé à distance. La Russie n'abandonne pour autant pas le développement de son appareil de cinquième génération, le Su-57.
En 2019, Mikoyan-Gourevitch, annonce le développement d'un appareil de sixième génération, le PAK DP, dont la production pourrait commencer en 2025 si la Russie en passe commande, pour entrer en service en 2027.

#### Royaume-Uni, Suède et Italie
En juillet 2014, le Jane’s Information Group rapporte que le comité de défense de la Chambre des Communes avait publié un rapport concernant les structures de l'aviation de guerre britannique d'après 2030. Le rapport mentionnait la possibilité pour le Royaume-Uni de développer son propre programme d'appareil de sixième génération pour remplacer le Typhoon, dont la durée de service a depuis été étendue jusqu'en 2040. En juillet 2018, au Farnborough Air Show, le secrétaire d'état à la défense Gavin Wiliamson révèle le développement d'un appareil de combat de sixième génération, dénommé Tempest, pour la Royal Air Force,. La Suède et l'Italie rejoignent le projet en 2019,. L'Inde et le Japon sont invités à s'y joindre la même année,.

### Liste des programmes en cours
- Allemagne /  Espagne /  France : Chasseur de nouvelle génération (ou New Generation Fighter, NGF) au sein du programme de système de combat aérien du futur (SCAF)
- États-Unis : NGAD (Boeing F-47) et F/A-XX
- Japon : F-X (en)
- Italie /  Royaume-Uni /  Suède : BAE Systems Tempest
- Russie : Mikoyan PAK DP
- Inde : AMCA mk2[8],[10].
- Chine : Chengdu J-36 ; Shenyang J-XX